# スリー・ドッグ・ナイト
スリー・ドッグ・ナイト（Three Dog Night）は、アメリカのロック・バンド。
ダニー・ハットン、チャック・ネグロン、コリー・ウェルズという3人のボーカリストを擁した独特のサウンドを持つバンド。ビルボードのトップ40に21曲がチャート・インし、その内3曲が1位を獲得した。
公式サイトによると、バンド名は「アボリジニが寒さの厳しい夜に3匹の犬と寝る」という風習にちなんでいる。

## 略歴
1967年、ハットンが中心となってグループ結成を企図、まずウェルズとネグロンと3人組のボーカル・グループを組み、そこにジミー・グリーンスプーンを初め4人のバック・ミュージシャンをスカウトして7人編成のバンドを組み、1968年11月、ダンヒル・レコードからシングル「Nobody」でデビュー。
翌1969年4月にリリースした3作目のシングル「ワン」がBillboard Hot 100で5位まで上昇、さらに1970年には「ママ・トールド・ミー」、1971年には「喜びの世界（ジョイ・トゥ・ザ・ワールド）」が1位になり、スターダムにのし上がった。その後も「ブラック・アンド・ホワイト」「オールド・ファッションド・ラヴ・ソング」、「シャンバラ」、「ショウ・マスト・ゴー・オン」など1974年まで数々のヒット曲を送り出した。しかし1975年7月、ネグロンがコカイン不法所持の容疑で逮捕されており、告訴は後に取り下げられるが、これを機にバンド内の人間関係が悪化する。そして1976年にハットンが脱退し、バンドは一旦解散した。
1981年、ジョー・シェルミー（ベース）を除くデビュー時の6人を含む編成で再結成されるが、その後はメンバー・チェンジが相次ぐ。ネグロンは1985年にバンドを解雇され、それ以後はハットンとウェルズの2人がリード・ボーカルを担当する編成で活動を続けていく。
2002年には、過去のヒット曲をロンドン交響楽団と共に再録音したアルバム『Three Dog Night with the London Symphony Orchestra』を発表している。
2015年3月11日、ジミー・グリーンスプーンが死去。67歳没。同年10月20日、ウェルズがニューヨーク州で死去。74歳没。

## 楽曲
彼らの楽曲は基本的には外部の作曲家の手によるもので、そのほとんどが無名だったミュージシャンの曲をボーカルの3人がそれぞれ発掘したものである。以下の代表例が示すように、彼らのカバーがきっかけで後にソロ・アーティストとして成功を収めた者が多い。
- レオ・セイヤー 「ショウ・マスト・ゴー・オン」 (最高位：全米4位)
- ハリー・ニルソン 「ワン」 (全米5位)
- ランディ・ニューマン「ママ・トールド・ミー」 (全米1位)
- ローラ・ニーロ 「イーライズ・カミング」 (全米10位)
- ポール・ウィリアムズ 「オールド・ファッションド・ラヴ・ソング」(全米4位)、「アウト・イン・ザ・カントリー」（全米15位）、「ファミリー・オブ・マン」（全米12位）
- ラス・バラード「ライアー」
- デイヴ・ロギンス 「ピーセズ・オブ・エイプリル」

## ディスコグラフィ

### スタジオ・アルバム
- 『ワン』 - Three Dog Night (1968年) ※旧邦題『トライ・ア・リトル・テンダーネス スリー・ドッグ・ナイト登場』
- 『融合』 - Suitable for Framing (1969年) ※旧邦題『話題の新星 スリー・ドッグ・ナイト・セカンド』
- 『イット・エイント・イージー』 - It Ain't Easy (1970年)
- 『ナチュラリー』 - Naturally (1970年)
- 『ハーモニー』 - Harmony (1971年)
- 『セブン・セパレート・フールズ』 - Seven Separate Fools (1972年)
- 『サイアン』 - Cyan (1973年)
- 『ハード・レイバー』 - Hard Labor (1974年)
- 『カミング・ダウン・ユア・ウェイ』 - Coming Down Your Way (1975年)
- 『アメリカ回顧録』 - American Pastime (1976年)
- It's a Jungle (1983年)
- Three Dog Night with the London Symphony Orchestra (2002年)

### ライブ・アルバム
- 『白熱のライヴ』 - Captured Live at the Forum (1969年)
- 『アラウンド・ザ・ワールド』 - Around the World with Three Dog Night (1973年)
- Three Dog Night: Live (1988年)
- Super Hits Live (2007年)
- Three Dog Night: Greatest Hits Live (2008年)

### コンピレーション・アルバム
- 『ゴールデン・ビスケッツ〜スリー・ドッグ・ナイト・アーリー・ヒッツ』 - Golden Biscuits (1971年)
- Joy to the World: Their Greatest Hits (1974年)
- The Best of 3 Dog Night (1982年)
- 『セレブレイト〜スリー・ドッグ・ナイト・ストーリー1965-1975』 - Celebrate: The Three Dog Night Story, 1965-1975 (1993年)
- 20th Century Masters - The Millennium Collection: The Best of Three Dog Night (2000年)
- 『ジョイ・トゥ・ザ・ワールド〜ベスト・オブ・スリー・ドッグ・ナイト』 - Joy to the World - The Best of Three Dog Night (2002年) ※日本企画
- The Complete Hit Singles (2004年)

## 日本公演
- 1972年
- 1973年
- 1975年

5月1日,2日 北海道厚生年金会館、4日 秋田県民会館、6日 新潟県民会館、7日 富山市公会堂、10日 名古屋市公会堂、11日 広島市公会堂、12日 福岡市九電記念体育館、14日 大阪厚生年金会館、16日 日本武道館
- 1993年

※初来日公演は1971年に行われる予定であったが急遽中止となり、前座を務めるはずであったUFOが穴を埋める公演を日比谷野音などで行った。
※1993年はチャック・ネグロンが不在だったため「ツー・ドッグ・ナイト」と揶揄する声も上がった。